# Radosław Pazura
Radosław Marek Pazura (ur. 7 maja 1969 w Tomaszowie Mazowieckim) – polski aktor filmowy, telewizyjny, dubbingowy, teatralny oraz lektor.

## Życiorys

### Młodość
Dzieciństwo spędził w Niewiadowie, gdzie uczęszczał do szkoły podstawowej. W tym okresie jego zainteresowania skierowane były w stronę sportu, zwłaszcza piłki nożnej. Był członkiem klubu sportowego KS Stal Niewiadów. W wieku młodzieńczym zdecydował się kontynuować naukę w II Liceum Ogólnokształcącym w Tomaszowie Mazowieckim, gdzie również trenował piłkę nożną w trzecioligowym zespole Lechia Tomaszów Mazowiecki.
Po raz pierwszy jego zainteresowania związane z aktorstwem ujawniły się w drugiej klasie liceum, kiedy po przerwie spowodowanej chorobą nie mógł uczestniczyć w treningach piłkarskich. Swoje pierwsze kroki na scenie stawiał w przedstawieniach amatorskiego kółka teatralnego przy liceum. Grał w spektaklach na podstawie dramatów patrona tego liceum, Stefana Żeromskiego, takich jak Uciekła mi przepióreczka czy Generał Sułkowski. Brał udział również w licznych konkursach recytatorskich, odnosząc sukcesy na szczeblu rejonowym i wojewódzkim. Po ukończeniu liceum dostał się do PWST w Warszawie.
Po roku nauki z przyczyn polityczno-ekonomicznych opuścił kraj. Trafił do Austrii do obozu dla uchodźców koło Wiednia. Dalsza emigracja stała się niemożliwa z powodu likwidacji obozów przesiedleńczych, więc podjął się dorywczych prac związanych z budownictwem. W tym czasie kontynuował naukę języka niemieckiego. Po rocznym pobycie w Austrii oraz w związku z przemianami panującymi w Polsce wrócił do kraju, po czym raz drugi z powodzeniem zdał do szkoły aktorskiej, tym razem do Państwowej Wyższej Szkoły Filmowej, Telewizyjnej i Teatralnej w Łodzi.

### Kariera aktorska

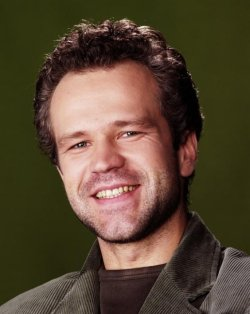
Portret Radosława Pazury (2009)

Będąc na pierwszym roku studiów aktorskich w Łodzi, zagrał swoją pierwszą rolę – studenta o imieniu Rafał, w filmie Jacka Bromskiego, 1968. Szczęśliwego Nowego Roku. To zaowocowało otrzymaniem głównej roli w filmie Juliusza Machulskiego pt. Szwadron. Półroczny okres zdjęciowy spowodował, że aktor przeszedł na indywidualny tok nauczania, dzięki czemu już po trzecim roku ukończył studia. W tym czasie zdążył jeszcze zagrać w kilku produkcjach filmowych, takich jak m.in. Pożegnanie z Marią Filipa Zylberta, Oczy niebieskie Waldemara Szarka czy Nowe przygody Arsena Lupina Alaina Nahuma. Obronił także pracę magisterską, uzyskując tytuł magistra sztuki; pracę dyplomową zaliczył rolami Jeremina w filmie Szwadron Juliusza Machulskiego oraz Clifa w przedstawieniu Miłość i gniew w reżyserii Krzysztofa Kolbergera.
Przez cały okres swojej kariery tylko raz zagrał na deskach Teatru na Woli w sztuce pt. Cud na Greenpoincie w roli Punka. Zaistniał jednakże w ponad 20 filmach kinowych i telewizyjnych, w kilkunastu serialach i teatrach telewizji, grając główne oraz drugoplanowe role. Sporadycznie użyczał swojego głosu w dubbingu.
Od 3 września do 19 listopada 2016 brał udział w szóstej edycji programu Twoja twarz brzmi znajomo w telewizji Polsat; za wygranie piątego odcinka, wcielając się w postać Chrisa Rea, otrzymał czek w wysokości 10 tys. zł, który przekazał Fundacji Kapucyńskiej. W 2019 wraz z żoną był jedną z par jurorujących w programie TVP2 Czar par.

### Działalność charytatywna
Wspiera akcje Europejskiej Fundacji Honorowego Dawcy Krwi – „Krewniacy”, promujące honorowe krwiodawstwo, poza tym jest medialną twarzą akcji oraz członkiem komisji rewizyjnej fundacji. Ustanowił też charytatywną Fundację Kapucyńską im. bł. Aniceta Koplińskiego. Wsparł wiele akcji zorganizowanych przez Instytut im. ks. Piotra Skargi, m.in. Nie wstydzę się Jezusa, 100 Różańców na 100-lecie Fatimy, Świadectwo Bożego Miłosierdzia i Polska zawsze wierna!.
Wraz z żoną był ambasadorem zorganizowanych w Krakowie Światowych Dni Młodzieży 2016.

### Życie prywatne
Jest synem Zdzisława Pazury (1937-2024) i jego żony Jadwigi Sowy (1937–2023). Ma starszego brata Cezarego (ur. 1962), który również jest aktorem.
Od 1993 jest związany z aktorką Dorotą Chotecką, którą poślubił w 2003. Mają córkę, Klarę Marię (ur. 2007).
24 stycznia 2003 został ranny w wypadku samochodowym koło Ostródy, gdzie prowadzona przez piosenkarza i aktora Waldemara Goszcza lancia lybra, jadąca z nadmierną prędkością, zderzyła się z fordem escortem. Goszcz zginął na miejscu a ranny został Pazura, muzyk i producent muzyczny Filip Siejka oraz kierujący Fordem – wszyscy trafili do szpitala. Po tym wydarzeniu nastąpiła ich przemiana duchowa i znów zaczęli wierzyć w Boga. Poszkodowany w wypadku kierowca Forda, mieszkaniec Miłomłyna, przeszedł długą rehabilitację.

## Filmografia
Spis sporządzono na podstawie materiału źródłowego.

- 1991: Pogranicze w ogniu jako członek grupy fotografów w Bydgoszczy (odc. 17)
- 1992: Kuchnia polska jako Rafał, przyjaciel Piotra (odc. 4)
- 1992: Szwadron jako porucznik Fiodor Jeremin
- 1992: Enak
- 1992: 1968. Szczęśliwego Nowego Roku jako Rafał, przyjaciel Piotra
- 1993: Wow jako pracownik u Harta (odc. 2 i 6)
- 1993: Pożegnanie z Marią jako pan młody
- 1993: Nowe przygody Arsena Lupin jako porucznik Tarnowski (odc. 13)
- 1994: Psy 2. Ostatnia krew – człowiek pułkownika Jakuszyna
- 1994: Oczy niebieskie – Olo, przyjaciel Jacka
- 1994: Dama kameliowa
- 1994: Wielki tydzień jako szmalcownik
- 1995: Sukces jako gość na przyjęciu u Skarbków (odc. 6)
- 1995: Nic śmiesznego jako tata Adama (w dzieciństwie)
- 1995: Awantura o Basię jako aktor
- 1996: Tatort jako Tadeusz (odc. 349)
- 1996: Tajemnica Sagali jako Scyta (odc. 5)
- 1996: Nocne graffiti jako Kosterwa, podwładny Koślickiego
- 1996: Awantura o Basię jako aktor
- 1997: Zaklęta jako Aleks
- 1997: Pokój 107 jako Rysiek Jaworski
- 1997: Boża podszewka jako młody lekarz
- 1998: Z pianką czy bez jako Radek Michalczyk
- 1998: Sto minut wakacji jako aktor
- 1998: Demony wojny według Goi jako Johnny
- 1998: 13 posterunek jako bilardzista (odc. 35)
- 1999: W sierpniu 44-go jako Kazimierz, narzeczony Julii
- 1999: Sto minut wakacji jako aktor
- 1999: Policjanci jako Piotr Jasiński
- 1999: Moja Angelika jako Marek, chłopak Angeliki
- 1999: Operacja Samum jako Paweł Mayer, syn Józefa
- 1999: Badziewiakowie jako John Grandfire (odc. 15)
- 2000: Świat według Kiepskich jako Wichura (odc. 46)
- 2000: Miodowe lata jako Jurek (odc. 48)
- 2000: Dom jako Paweł, chłopak Beaty Borowskiej
- 2000: 13 posterunek 2 jako stażysta Marek Bączek, syn wiceministra Bączka
- 2000: Chłopaki nie płaczą jako młody policjant
- 2001: Lokatorzy jako Grzegorz Jackowski, znajomy Krysi (odc. 46)
- 2001: Gulczas, a jak myślisz... jako reżyser Max
- 2002: Sfora jako prokurator Grzegorz Nowicki
- 2002: Sfora: Bez litości jako prokurator Grzegorz Nowicki
- 2003: Tygrysy Europy 2 jako Sławomir Koks
- 2003–2004: Fala zbrodni jako Kuba
- 2003: Defekt jako szuler
- 2004: Tego pytania usłyszeć nie chciałam jako ksiądz Szymon
- 2004: Serce gór jako Weronar, brat Heather
- 2004: Rodzinka jako komisarz Jacek Wasilewski (odc. 16)
- 2004: Pensjonat pod Różą jako Robert Dylewski, znany prezenter telewizyjny (odc. 3)
- 2004–2005: Na dobre i na złe jako dr Leszek Pawlik
- 2004–2007: M jak miłość jako Peter Schmidt
- 2004: Karol. Człowiek, który został papieżem jako Paweł Kowalski, mąż Hani, dziennikarz „Tygodnika Powszechnego”
- 2004: Daleko od noszy jako detektyw Włodzimierz Legenda (odc. 34)
- 2004–2005: Czego się boją faceci, czyli seks w mniejszym mieście jako dekorator Adamus (seria II, odc. 2; seria III, odc. 5)
- 2004: Całkiem nowe lata miodowe jako Rafał Zagórski
- 2005: Okazja jako agent (odc. 1 i 2)
- 2006: Niania jako inspektor policji (odc. 40)
- 2006: Fałszerze – powrót Sfory jako Grzegorz Nowicki
- 2007: Ranczo Wilkowyje jako Louis
- 2007: Prawo miasta jako Jarek Śmigiel „Śmigło”, wspólnik Sarneckiego
- 2008, 2014: Ojciec Mateusz – Orski, mąż Joanny (odc. 5) / Ryszard Janicki, mąż Doroty (odc. 136)
- 2008: Doręczyciel jako Zbigniew „Zbyk” Lewicki
- 2009: Popiełuszko. Wolność jest w nas jako Piotr
- 2009: Whisky z mlekiem
- 2010: Weekend jako Borys
- 2010–2012: Na Wspólnej jako Janusz Gajewski
- 2011: Linia życia jako dr Leszek Pruski
- 2012–2013: Wszystko przed nami jako Jan Szczepański, ojciec Wojtka
- 2012: Prawo Agaty jako Zbigniew Wysocki, ojczym Julii (odc. 26)
- 2012: Sęp jako ojciec Olka
- 2012: Hotel 52 jako Krzysztof Berniak, mąż Liliany (odc. 77)
- 2013: Komisarz Alex jako Karol Bartnik (odc. 44)
- 2014–2015: Zbrodnia jako Cezary Lubczyński, mąż Agnieszki
- 2014: Ojciec Mateusz jako Ryszard Janicki, mąż Doroty (odc. 136)
- 2016: Bóg w Krakowie jako Olaf
- 2017–2018: Przyjaciółki jako Marek Zawadzki, szef biura ochrony banku
- 2017–2018: Druga szansa jako komisarz Borys Kozłowski
- 2018: Prymas Hlond jako ambasador Kazimierz Papée
- 2019: Echo serca jako Krzysztof
- 2020: W rytmie serca jako Roman Lewandowski, mąż Lidii, lekarz dentysta (odc. 67, 68)
- od 2021: Mecenas Porada jako Grzegorz Porada, ojciec Kasi
- 2023: Korona królów. Jagiellonowie jako arcybiskup Mikołaj Trąba
- od 2023: Leśniczówka jako doktor Piotr Wiśniewski

## Polski dubbing
- 1955: Zakochany kundel – Jim
- 1990: Dennis Rozrabiaka
- 1992–1998: Batman – Batman

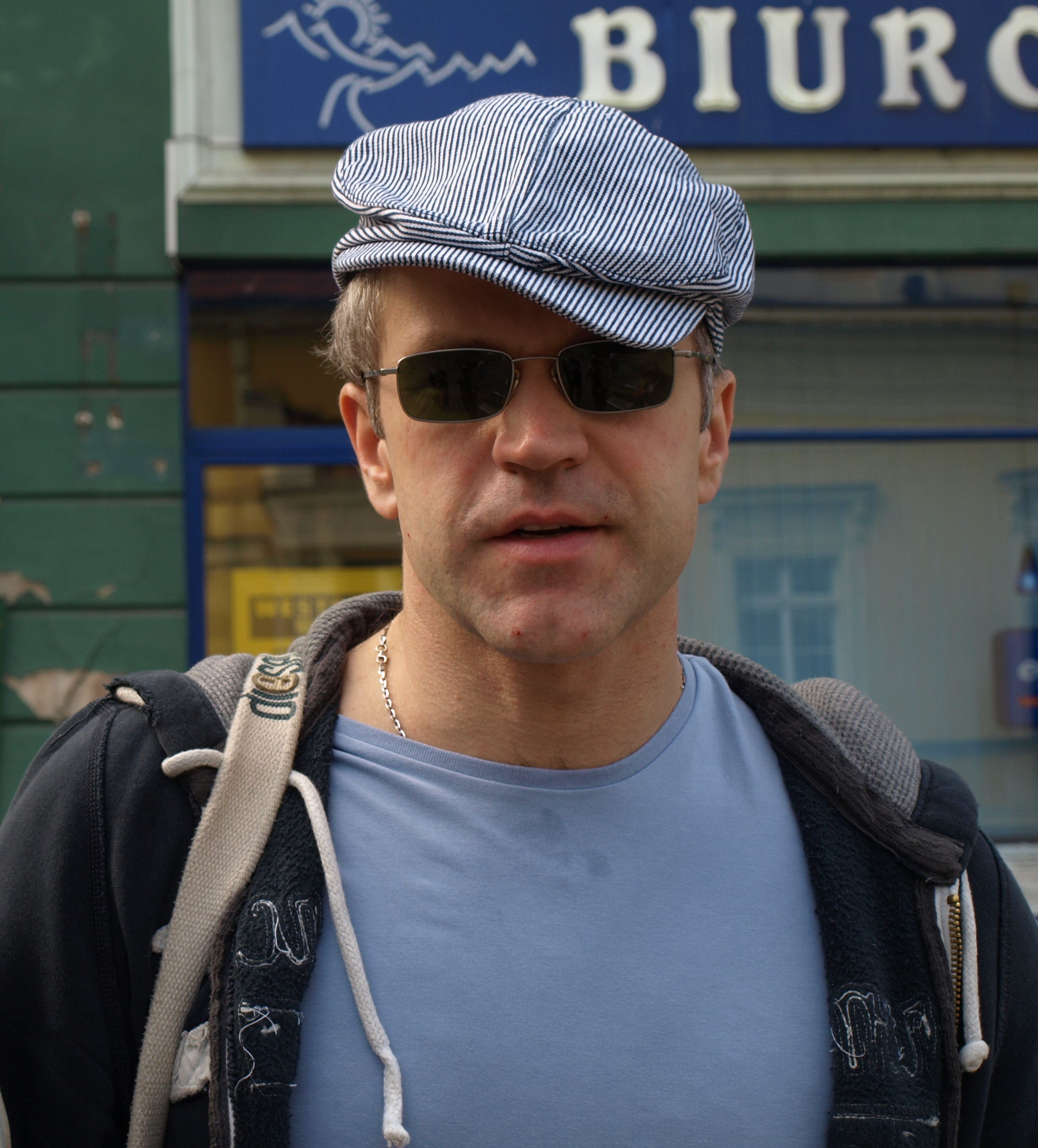
Radosław Pazura w 2011

- 1994: Bajka o pluszowych misiach, które uratowały święta – Tata
- 1994–1998: VR-Troopers – Likwidator
- 1994–1998: Spider-Man –
  - Jason Macendale/Hobgoblin,
  - Wujek Ben,
  - Ben Grimm
- 1994: Co za kreskówka!
- 1995–1997: Maska – Doug (odc. 19, 38, 44)
- 1997–1998: Dzielne żółwie: Następna mutacja
- 1998: Rudolf czerwononosy renifer – Narcyz
- 1998: Czternaście bajek z Królestwa Lailonii Leszka Kołakowskiego – Ditto (cz. 4 i 5)
- 1998: Hopkins FBI – Agent Moris; Strażnik w Niebie; Policjant przed bankiem; mężczyzna z zakrwawioną koszulą
- 1999: Muppety z kosmosu
- 1999–2001: Batman przyszłości – Terry McGinnis
- 1999: Heroes of Might and Magic III – narrator II
- 2001–2004: Liga Sprawiedliwych – Batman; Terry McGinnis
- 2001: Max Payne – Max Payne
- 2001–2003: Małe zoo Lucy – Victor stary Krokodyl (odc. 2, 6, 15, 25), Viliam Tkacz (odc. 13), Randolph Szop (odc. 21-22)
- 2002: Tristan i Izolda – Tristan
- 2002–2005: Co nowego u Scooby’ego? – książę Qasl Al-Famir
- 2002: Snajper – Jack Mason
- 2004: W 80 dni dookoła świata – Orville Wright
- 2004–2006: Liga Sprawiedliwych bez granic – Batman, Terry McGinnis (odc. 26)
- 2004–2008: Batman – Batman
- 2005: Batman kontra Drakula – Bruce Wayne / Batman
- 2008: Batman: Odważni i bezwzględni – Batman, Owlman
- 2008–2009: Strażnicy z Chinatown – Barney
- 2011: Scooby Doo i Brygada Detektywów – doktor Rick Spartan (odc. 22, 45)
- 2012: Na tropie Marsupilami – Generał Pochero
- 2013: LEGO Batman[16] – Bruce Wayne / Batman
- 2014: Piłkarzyki rozrabiają – Dariusz „Kosmos” Kosmala
- 2014: Muppety: Poza prawem – Dominic
- 2016: Justice League Action – Batman
- 2017: Dziennik cwaniaczka: Droga przez mękę – Frank Heffley